# Roussette de Geoffroy
Rousettus amplexicaudatus
Espèce
Statut de conservation UICN

 LC IUCN3.1 : Préoccupation mineure
La Roussette de Geoffroy (Rousettus amplexicaudatus) est une espèce de chauves-souris frugivores de l'Ancien Monde. C'est l'une des dix espèces du genre Rousettus.

## Distribution

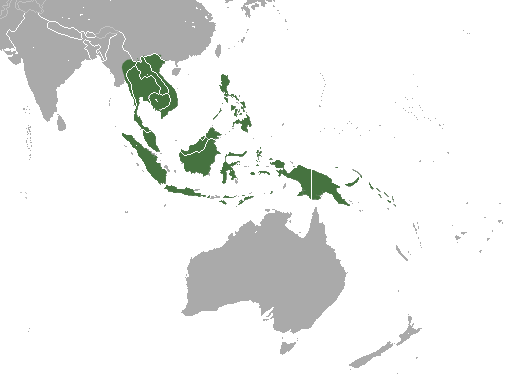
Carte de répartition de la roussette de Geoffroy

La roussette de Geoffroy est présente dans toute l'Asie du Sud-Est et dans la région de Malaisie en Océanie, au Myanmar, en Thaïlande, au Cambodge, au Laos, au Vietnam, à Singapour, en Indonésie, sur l'île de Bornéo, au Timor oriental, aux Philippines, aux Îles Salomon, dans l'archipel de Bismarck et en Papouasie-Nouvelle-Guinée.

## Description
Comme les autres chauves-souris frugivores, R. amplexicaudatus a une audition et un sens de l'odorat sensibles et une bonne vue qui l'aide à bien manœuvrer pendant le vol, en particulier la nuit. Ce qui le différencie des autres chauves-souris frugivores, c'est sa capacité d'écholocalisation. Il peut être distingué par sa partie supérieure gris-brun à brun qui est plus foncée sur le dessus de la tête et la partie inférieure plus pâle qui est généralement gris-brun. Il a de longs poils pâles sur le menton et le cou malgré une fourrure courte et clairsemée. Il a parfois des touffes de cheveux jaune pâle sur le côté de son cou qui se produisent chez l'adulte pour cette espèce, en particulier les mâles. La plupart des mâles sont beaucoup plus gros que les femelles. La figure la plus reconnaissable de cette chauve-souris, en plus de produire un cri distinctif et audible, est ses ailes. Il est attaché aux côtés du dos et séparé par une large bande de fourrure. Les incisives inférieures sont bifides, les canines ont une rainure longitudinale sur la surface externe qui est légèrement médiale au centre, et les premières prémolaires sont plus petites que les secondes prémolaires, en particulier sur la mâchoire supérieure It is attached to the sides of the back and separated by a broad band of fur. The lower incisors are bifid, the canines have a longitudinal groove on the outer surface which is slightly medial to center, and the first premolars are smaller than second premolars, especially on the upper jaw.

## Biologie et écologie
Les spécimens du musée Sabah ont été collectés dans les plantations de noix de coco de l'île Mantani et des hauts plateaux de Crocker Range, tandis que celui du Sarawak provenait de la grotte Niah. Cette chauve-souris de taille moyenne se repose normalement dans des grottes et se nourrit de fruits, de nectar et de pollen. Il dort dans des grottes sombres, des crevasses rocheuses et de vieilles tombes.
La grotte de chauves-souris de Monfort dans le sud des Philippines abrite le plus grand rassemblement de ces chauves-souris.